# Walter Lübcke
Walter Lübcke (Bad Wildungen, 22 augustus 1953 – Istha, 2 juni 2019) was een Duits regionaal politicus voor de CDU in Hessen. Hij kwam om het leven door een extreemrechtse moordaanslag.

## Politieke carrière
Lübcke was sinds 1986 lid van de christendemocratische CDU. Hij zetelde in de gemeenteraad van Wolfhagen (1989-2009) en in de Hessische Landdag (1999-2009). Nadat hij in de deelstaatverkiezingen van 2009 niet herverkozen raakte in het parlement, werd hij benoemd tot Regierungspräsident van het Regierungsbezirk Kassel (de bestuurslaag tussen de deelstaat en de Landkreis).
Hij bereikte in 2019 de leeftijdgrens van zijn mandaat, maar stemde op verzoek van minister-president Volker Bouffier in met een verlenging voor zes maanden.

## Bedreigingen
Reeds vóór 2011 stond Lübckes naam op de zwarte lijst van de Nationalsozialistischer Untergrund (NSU), een neonazistische terreurgroep die zo'n tienduizend personen had aangemerkt voor eliminatie. 
Honderden bedreigingen ontving Lübcke na een informatieavond op 14 oktober 2015 in Lohfelden. Hij kwam er tijdens de vluchtelingencrisis de komst van een opvanghuis voor asielzoekers toelichten. Een luidruchtige minderheid, aanhangers van de lokale tak van Pegida, beschimpte hem tijdens zijn uiteenzetting. Toen hij het had over de christelijke waarden van Duitsland die tot het opnemen van mensen in nood noopten, werd hij door geroep onderbroken. Hij reageerde dat wanneer iemand niet instemde met deze waarden, het hem op elk moment vrijstond Duitsland te verlaten. Filmpjes van deze opmerking verschenen op YouTube en Facebook, zonder de voorafgaande beledigingen. Daarop kreeg Lübcke honderden haatmails. Hij diende een strafklacht in en kreeg deeltijds politiebescherming.

## Moord
Een buur van Lübcke trof hem op 2 juni 2019 om 00:30 uur levenloos aan op de veranda van zijn huis in Istha. Hij werd overgebracht naar de kliniek van Wolfhagen, waar om 2:35 uur zijn dood werd vastgesteld. Uit de autopsie bleek dat hij gedood was door een kogel die van nabij met een pistool in het hoofd was gevuurd. Het ontbreken van een wapen bij het lichaam wees erop dat het niet om een zelfmoord ging.

## Strafproces
DNA dat op de kledij van Lübcke werd aangetroffen, leidde de speurders naar de 45-jarige Stephan Ernst. Hij werd op 25 juni door een speciaal commando aangehouden in zijn woning te Kassel. Ernst was een neonazi met een geschiedenis van extreem racistisch geweld. Hij was onder meer veroordeeld voor brandstichting in een huis van Turkse burgers (1989), voor het van achteren neersteken van een vreemdeling die hem seksueel zou hebben aangekeken (1992) en voor een mislukte aanslag met een brandbom in een asielcentrum (1993). Hij kreeg in 1995 zes jaar gevangenisstraf. Na zijn vrijlating pleegde hij nieuwe feiten: hij was betrokken bij een collectieve doodslag in Kassel (2003), het toebrengen van slagen en verwondingen (2005) en een aanval door vierhonderd neonazi's op een vakbondsbetoging (2009).
Bij zijn eerste verschijning voor de rechtbank op 25 juni bekende Ernst de moord. Hij beweerde alleen te hebben gehandeld en zijn moordplan te hebben opgevat na de informatieavond in 2015, waarop hij aanwezig was geweest. Voortgaand op zijn verklaring vonden de speurders twee dagen later een ondergrondse wapenopslagplaats op het terrein van zijn werkgever. Behalve het moordwapen troffen de speurders er nog verschillende zwaardere vuurwapens aan. Nog op aangeven van Ernst werden twee vermoedelijke medeplichtigen aangehouden: de 64-jarige Elmar J. zou hem in 2016 het moordwapen hebben verkocht en de 43-jarige Markus H. zou als tussenpersoon zijn opgetreden. Op 2 juli trok Ernst zijn bekentenis weer in, ondanks alle bezwarende elementen.
Het onderzoek naar eventuele verdere betrokkenen loopt voort. Volgens getuigenverklaringen raceten er na de moord twee auto's weg van de plaats delict. Ernst was ingebed in gewelddadige organisaties als Combat 18, NPD en de Autonome Nationalisten. Hij werd na 2009 niet meer opgevolgd door de veiligheidsdiensten, omdat hij geen verdere feiten zou hebben gepleegd die toelieten hem als een gevaarlijke, tot geweld bereide rechtsextremist te beschouwen. Nochtans wist men dat hij zeker tot 2011 lid was van Freier Widerstand Kassel, dat hij frequent deelnam aan neonazistische demonstraties en dat hij wapens droeg. De moord op Lübcke heeft in Duitsland tot een debat geleid over de zachte, tekortschietende aanpak van extreemrechtse terreur. 
Op 28 januari 2021 kreeg Ernst levenslang voor de moord. Hij bleek Lübcke jarenlang te hebben geobserveerd. Markus H. werd vrijgesproken van medeplichtigheid, maar veroordeeld voor illegaal wapenbezit.